# Chambors
Chambors é uma comuna francesa na região administrativa de Altos da França, no departamento de Oise. Estende-se por uma área de 6,65 km². Em 2010 a comuna tinha 318 habitantes (densidade: 47,8 hab./km²).